# Alessandro Guarracino
Alessandro Guarracino (Napoli, 2 dicembre 1860 – Napoli, 25 febbraio 1925) è stato un avvocato e politico italiano, Sottosegretario all'allora Ministero di Grazia, Giustizia e dei Culti (1910-1911) nel Governo Luzzatti.

## Biografia
Fu libero docente di Diritto civile, di introduzione alle Scienze giuridiche e Istituzioni di diritto civile presso l'Università di Napoli. Inoltre, fu più volte consigliere del Consiglio di Disciplina dei Procuratori, membro della Giunta provinciale amministrativa, consigliere provinciale.
Fu autore di varie opere giuridiche.

## Scritti
- Il diritto di ritenzione nella legislazione italiana, Napoli, 1884
- Le lezioni di diritto civile
- La comunione dei beni fra coniugi nel diritto anteriore e nel codice civile italiano, Napoli, 1888
- Le persone giuridiche
- Allegazioni forensi